# Joseph Obalski
Joseph Obalski (né Joseph-François-Jacques-Victor le 14 septembre 1852 à Châteaubriant en France et mort le 25 mars 1915 à Montréal) est un ingénieur, fonctionnaire et professeur. Il est un promoteur du développement minier dans la province de Québec. 

## Biographie

### Vie privée
Joseph Obalski naît le 14 septembre 1852 à Châteaubriant. Il est le fils de Joseph Obalski, un agent voyer polonais, et de Sophie Lhénoret, originaire de Nantes. 
En 1877, il est diplômé de l’École nationale supérieure des mines de Paris.
Le 5 juillet 1882 à Québec, il épouse Joséphine Gosselin. Le couple a deux filles.

### Carrière
En 1881, il rencontre Joseph-Adolphe Chapleau, le premier ministre du Québec, alors en voyage en France. Ce dernier lui offre de devenir l'ingénieur des mines de la province de Québec. Joseph Obalski accepte. En novembre 1881, il est engagé au département des Chemins de fer du Québec.
De 1882 à 1888, il est professeur à l'École polytechnique de Montréal. Il y enseigne la géologie, la minéralogie et de l’exploitation minière.
En 1904, à la demande du département de la Colonisation, des Mines et des Pêcheries, il participe à une expédition du prospecteur Peter McKenzie dans la région du lac Chibougamau. Il doit y vérifier l'importance des découvertes faites l'année précédente. Le rapport élogieux qu'il dépose en 1905 détermine l'organisation des compagnies minières dans le secteur. La même année, il devient Surintendant des mines dans la province de Québec. 
En 1906, en tant que premier directeur du Service des mines du Québec, Joseph Obalski entreprend de nombreux voyages d'exploration et mène des études géologiques en Abitibi. Il recommandera la prospection du secteur du lac Blouin, où est située aujourd'hui la ville minière de Val-d'Or, en Abitibi-Témiscamingue.

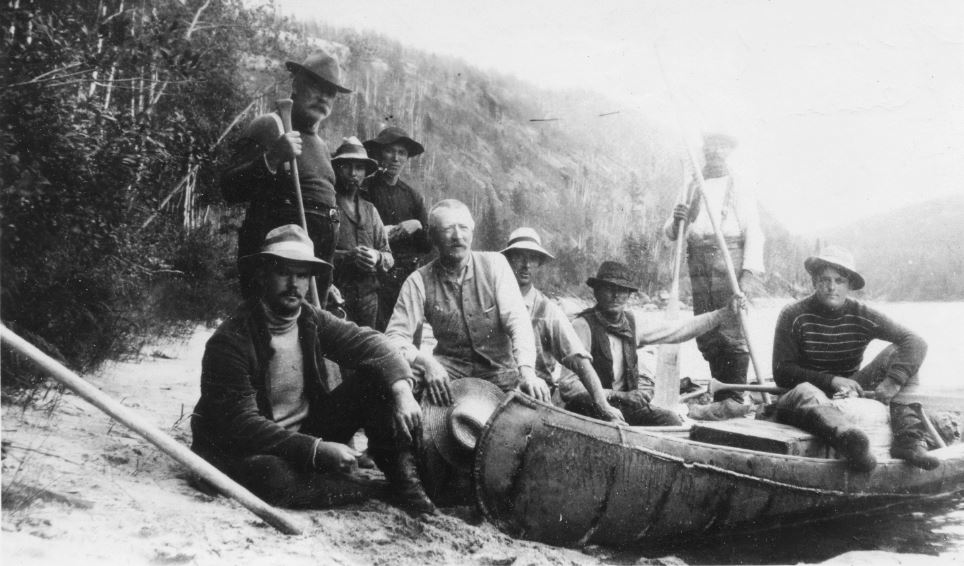
Expédition de Peter McKenzie et de Joseph Obalski au lac Chibougamau, en 1904.

Joseph Obalski prend sa retraite en 1909. Il meurt le 25 mars 1915, à Montréal.

## Toponymie
Joseph Obalski donne son nom à la rue Obalski à Chibougamau, au Canton Obalski dans le Nord-du-Québec, au lac Obalski, en Abitibi, à la rivière Obalski, en Abitibi et au Parc régional Obalski, près de Chibougamau. 

## Hommages
Joseph Obalski est évoqué dans L'Appel du Chibougamau, de Larry Wilson.